# 毛首鞭形线虫

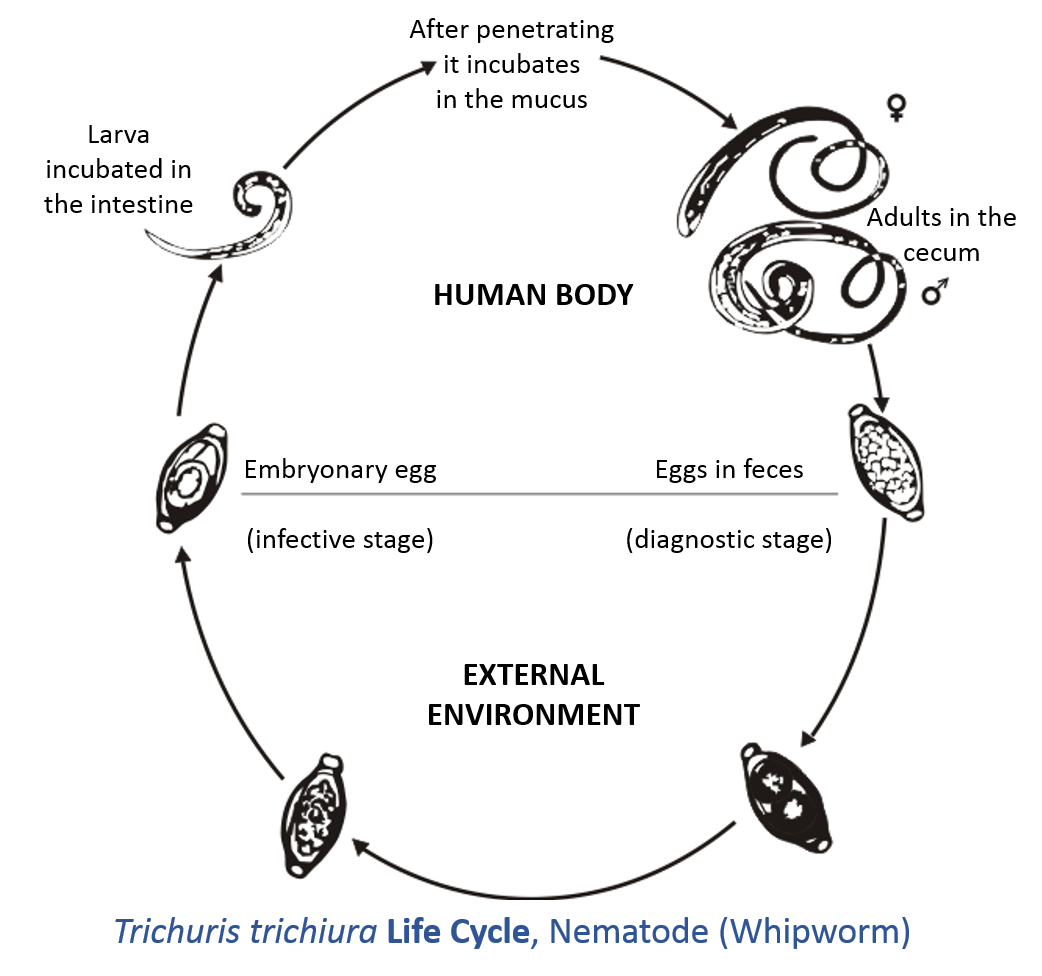
生命周期

毛首鞭形线虫（学名：Trichuris trichiura）是毛首线虫属的一种寄生虫，寄生于人类的大肠，引发鞭虫病。雌虫长35–50毫米，雄虫长30–45毫米。雌虫每天能产2,000–10,000枚卵，寿命约1年，卵从人体内排出后进入土壤，人食用受污染作物后将再次感染。